# Topola Kromnowska
Topola Kromnowska – pomnikowa topola czarna, jedna z największych w Polsce. Drzewo rośnie opodal wału na rzece Wiśle, w Kromnowie (powiat sochaczewski), w otulinie Kampinoskiego Parku Narodowego.

## Charakterystyka
To potężne drzewo, posiadające pień o obwodzie 821 cm (na rok 2014) oraz 37,5 m wysokości. Jest to jedna z najwyższych znanych w Polsce topól czarnych oraz jedna z najgrubszych. Prawdopodobnie drzewo powstało ze zrostu dwóch pni, ponieważ rozdziela się już na wysokości kilku metrów na dwa wielkie konary. Korona Topoli Kromnowskiej ma szerokość 30 × 27,5 m. Wiek drzewa ocenia się na ponad 200 lat.